# Шпортни парк Домжале (стадион)
Шпортни парк Домжале (слов. Športni park Domžale) — многофункциональный стадион в Домжале. Стадион является домашней ареной Домжале и Радомлье.

## История
Стадион, построенный в 1948 году, в настоящее время вмещает 3100 зрителей. Реконструкции стадиона проводились в 1999 и 2004 годах. За это время были модернизированы трибуны. В 2006 году на стадионе обновили прожекторы под требования УЕФА, которые установлены на четырех бетонных опорах в каждом углу стадиона.

## Матчи сборной Словении
| Дата           | Турнир            | Хозяева  | Счёт | Гости   |
| -------------- | ----------------- | -------- | ---- | ------- |
| 7 Февраля 2007 | Товарищеский матч | Словения | 1-0  | Эстония |